# Anders Behring Breivik
Anders Behring Breivik (norwegische Aussprache: [ˈɑnːəʂ ˈbeːriŋ ˈbræiviːk] ⓘ, von Juni 2017 bis 2025 Fjotolf Hansen, seit 2025 Far Skaldigrimmr Rauskjoldr av Northriki; * 13. Februar 1979 in Oslo, Norwegen) ist ein rechtsterroristischer und islamfeindlicher Massenmörder.
Er beging am 22. Juli 2011 die Anschläge in Oslo und auf der Insel Utøya, bei denen 77 Menschen ums Leben kamen, davon 69 Teilnehmer eines Zeltlagers der Jugendorganisation AUF der sozialdemokratischen Arbeiderpartiet. Er wurde am Tag des Anschlags festgenommen und gestand die Taten am Folgetag umfassend. Am 16. April 2012 wurde der Prozess gegen ihn eröffnet, die Anklage lautete auf Terrorismus und mehrfache vorsätzliche Tötung. Am 24. August 2012 wurde er vom Osloer Bezirksgericht („Tingrett“) entgegen dem Antrag der Staatsanwaltschaft für zurechnungsfähig erklärt und zu 21 Jahren Haft mit anschließender Sicherungsverwahrung verurteilt, eine lebenslange Freiheitsstrafe sieht das norwegische Strafgesetz nicht vor.

## Leben

### Namen
Der Familienname lautet Breivik. Der Name Behring ist der Geburtsname seiner Mutter und nicht Bestandteil seines Familiennamens. Die Ursprünge seines Familiennamens stammen aus Breivika in Hadsel; wörtlich übersetzt bedeutet der Name „breite Bucht“. Am 9. Juni 2017 meldete die norwegische Zeitung Verdens Gang, dass Breivik seinen Namen offiziell in Fjotolf Hansen geändert habe.

### Kindheit und Jugend

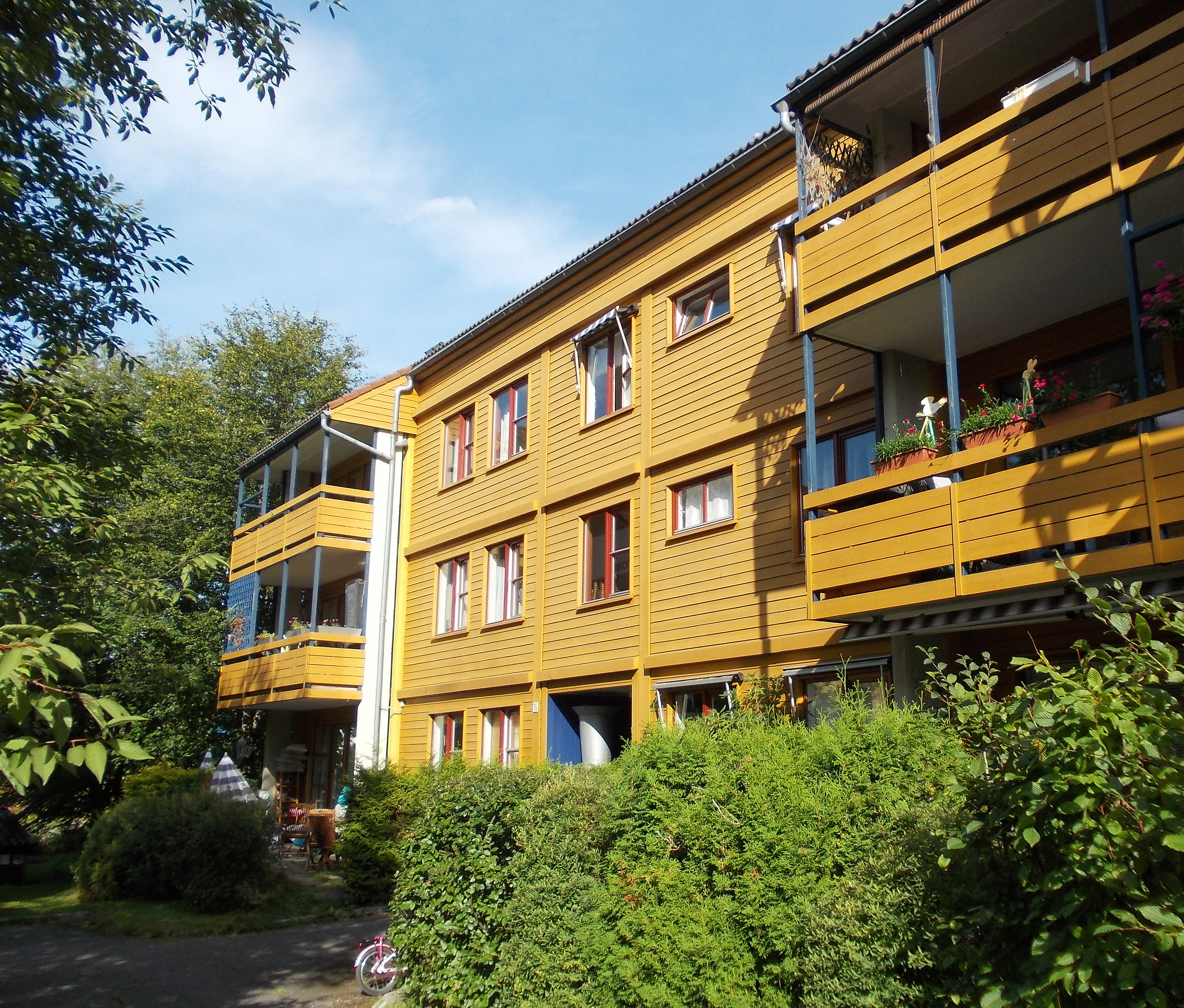
Wohnanlage im Osloer Stadtteil Skøyen, in der Anders Behring Breivik aufwuchs (1982–1994)

Die Eltern von Anders Behring Breivik, die Krankenschwester Wenche Behring und der Betriebswirt Jens David Breivik, übersiedelten 1979, einige Monate nach der Geburt ihres Sohnes, nach London. Jens David Breivik trat dort an der norwegischen Botschaft eine Stelle an. 1980 trennten sich die Eltern; die Ehe wurde am 17. Januar 1983 formell geschieden. Wenche Behring zog mit ihrem Sohn und einer sechs Jahre älteren Tochter aus einer früheren Beziehung zunächst in eine Dienstwohnung ihres Mannes im Westen Oslos. Im Herbst 1982 bezog die kleine Familie eine Fünf-Zimmer-Eigentumswohnung in Skøyen, einem ebenfalls im wohlhabenden Westen der Stadt gelegenen Viertel. Seinen Vater, der später als Ministerialrat der norwegischen OECD-Delegation in Paris angehörte, sah Anders Behring Breivik nach eigenen Angaben jährlich.
Bereits 1981 hatte sich Breiviks Mutter an ein Sozialbüro in Oslo gewandt und für ihren Jungen einen Platz in einem kommunalen Wochenendheim beantragt, da er „anstrengend“ sei und sie Entlastung benötige. Dem Antrag wurde stattgegeben, doch kurz darauf nahm die Mutter ihren Sohn auch an den Wochenenden wieder zu sich. Anderthalb Jahre später, Anfang 1983, suchte sie eine Familienberatungsstelle auf und bat erneut um Hilfe. Daraufhin wurde veranlasst, dass die Familie (Wenche Behring und ihre beiden Kinder) für einige Wochen zur Beobachtung in das Staatliche Zentrum für Kinder- und Jugendpsychiatrie (SSBU) eingewiesen wurde. In einem Brief des Kinderpsychiaters Per Olav Næss an das Jugendamt heißt es, dass Anders Breivik Schwierigkeiten habe, „sich emotional auszudrücken“, er „passiv im Spiel“ sei und ihm „Elemente der Lust und der Freude“ fast vollständig fehlten. Næss empfahl der Behörde, den Jungen in einem „stabilen Pflegeheim“ unterzubringen. Entsprechende Beschlüsse ergingen jedoch nicht.
Aufgrund dieser Einschätzungen beantragte der in Frankreich lebende Vater das Sorgerecht für den Jungen. Das zuständige Gericht verfügte, dass die Familienverhältnisse genauer zu untersuchen seien und dass das Kind während dieser Zeit bei seiner Mutter wohnen bleiben solle. Jens Breivik zog seinen Sorgerechtsantrag daraufhin zurück. Der Psychiater Per Olav Næss reagierte besorgt auf diese Entwicklung. In einem zweiten Brief an das Jugendamt vom 28. Oktober 1983 schrieb er: „Wir halten an unserer ursprünglichen Konklusion fest, dass Anders so vernachlässigt wird, dass die Gefahr besteht, dass sich eine schwere psychische Störung entwickelt.“ Nachdem der Vater sein Gesuch zurückgezogen habe, solle sich das Jugendamt um den Fall kümmern. Die Behörde befürwortete Anfang 1984 die Einsetzung eines Erziehungsbeistands, den die Mutter jedoch ablehnte und das Jugendgericht schließlich auch nicht anordnete.
Erneut Kontakt mit der Familie hatte das Jugendamt um 1994/95, als die Polizei den Jungen nach einem Aufenthalt in Dänemark aufgriff und eine größere Anzahl von Sprühdosen sicherstellte. Anders Breivik war während dieser Zeit Teil einer Clique von Gleichaltrigen, die Graffiti an Häusern anbrachte. Die Behörde hielt es aber für unnötig, „Hilfsmaßnahmen“ einzuleiten. Allerdings verschlechterte sich unter anderem aufgrund dieser Vorfälle das Verhältnis von Anders Breivik zu seinem Vater. Der Jugendliche brach kurz darauf jeden Kontakt zu ihm ab.
Im Alter von 15 Jahren ließ sich Breivik aus eigenem Antrieb christlich taufen und konfirmieren.

### Ausbildung und beruflicher Werdegang
Breivik besuchte Schulen in westlichen Stadtteilen der norwegischen Hauptstadt, darunter bis 1998 das Handelsgymnasium Oslo, das er ohne Abschluss verließ. Schon als Schüler arbeitete er auf Teilzeitbasis in einem Telemarketing-Unternehmen. Parallel dazu gründete er ab 1998 mehrere Firmen in den Bereichen Direktmarketing, Werbung und E-Commerce, die größtenteils wirtschaftlich nicht erfolgreich waren. Nach Auffassung von Fachleuten befanden sich diese kleineren Firmen teilweise „in einer juristischen Grauzone“. Mehrere Unternehmen wurden wegen unzulässigen Firmengebrauchs vom Registergericht gelöscht. Im April 2002 hielt sich Breivik kurzzeitig in Liberia auf, wo er erwog, mit dem Schmuggel von Blutdiamanten Geld zu verdienen. Von seinen Plänen nahm er jedoch schnell wieder Abstand. Später behauptete er, in der liberianischen Hauptstadt Monrovia einem serbischen Kriegsveteranen mit dem Decknamen The Dragon begegnet zu sein, der ihm Zugang zu einem Netzwerk von „Tempelrittern“ in London verschafft habe.
Nachforschungen der Polizei ergaben, dass ihm der Verkauf von gefälschten US-amerikanischen Universitätsdiplomen zwischen 2002 und 2006 knapp eine halbe Million Euro einbrachte. Das Geld, das er staatlicher Besteuerung entzog, platzierte er auf Konten in 13 verschiedenen Ländern, unter anderem im Baltikum und in der Karibik. Zum Zwecke der Geldwäsche, bei der ihm seine Mutter behilflich war, gründete er eine Firma namens Brentwood Solutions LTD im Steuerparadies Antigua. Breiviks Darstellung, er habe mit dem Vertrieb von Computer-Software circa vier Millionen norwegische Kronen verdient, ist von Ermittlern frühzeitig zurückgewiesen worden. Bei Aktienspekulationen verlor Breivik einen beträchtlichen Teil seines Vermögens, nach eigenen Angaben 350.000 Kronen. 2006 sollen sich seine finanziellen Verhältnisse so sehr verschlechtert haben, dass er wieder bei seiner Mutter einzog. Ein Konkursverwalter, der ihm 2008 einen Hausbesuch abstattete, registrierte Verstöße Breiviks unter anderem gegen das Steuer-, Aktien- und Bilanzrecht. Die Polizei stellte ihre Ermittlungen gegen ihn aufgrund von Überlastung jedoch ein.
Im Mai 2009 ließ er das in der Gemeinde Åmot ansässige Agrarunternehmen Breivik Geofarm ins Handelsregister eintragen. Laut Registereintrag wollte sich Breivik dem „Anbau von Gemüse, Melonen, Wurzel- und Knollengewächsen“ widmen. Für das Unternehmen, das er alleine betrieb, kaufte er am 4. Mai 2011 sechs Tonnen Mineraldünger (Ammoniumnitrat), den er später zum Bau einer Bombe verwendete. Einige Tage nach den Anschlägen fand die Polizei auf dem Gelände von Breiviks Farm Sprengstoff, den sie kontrolliert zur Explosion brachte. Auf seinen Namen waren im staatlichen Register zwei Waffen eingetragen.

### Mitgliedschaften
Breivik war von 1999 bis 2006 Mitglied der rechtspopulistischen Fremskrittspartiet. Zwischen 1997 und 2007 engagierte er sich in der Jugendorganisation der Partei und war dort in verschiedenen Funktionen tätig. Von Januar bis Oktober 2002 leitete er den Ortsverband Oslo West, anschließend war er bis zum November 2004 im Vorstand des Ortsverbandes tätig.
Breivik war von Februar 2007 bis zum Bekanntwerden seiner Tat Mitglied der Johannisloge St. Olaus til de tre Søiler, einer Freimaurerloge des christlichen Norwegischen Freimaurerordens, in der er den dritten Grad (Meister) nach Schwedischem Ritus erreichte.
Von 2005 bis 2007 und von Juni 2010 bis zu seinem Ausschluss kurz nach den Attentaten gehörte Breivik dem Oslo Pistolklubb an, einem Sportschützenverein in Oslo, der im norwegischen Schützen- und Sportverband organisiert ist. Er nahm laut Angaben des Vereins ab Juni 2010 an 13 organisierten Trainingseinheiten und einem Wettbewerb teil, ohne im Verein in Bezug auf politische Standpunkte oder auf andere Weise aufgefallen zu sein.

### Aktivitäten im rechtsextremen Milieu
Angaben der schwedischen Expo-Stiftung zufolge war Breivik seit 2009 im rechtsextremen Forum nordisk.nu aktiv. Im norwegischen islamkritischen Forum Document.no hat Breivik 75 Beiträge hinterlassen. Unter anderem erklärte er hier, warum er die in seinen Augen zu gemäßigte und etablierte Fremskrittspartiet wieder verlassen habe. Er bezeichnete es als Fehler der Partei, dass sie „multikulturellen Forderungen und den selbstmörderischen Idealen des Humanismus“ nachgegeben habe.
In den letzten Jahren vor dem Anschlag beteiligte er sich am Aufbau eines norwegischen Ablegers der islamfeindlichen English Defence League (EDL), der Norsk forsvarsallianse (englische Bezeichnung: Norwegian Defence League (NDL); deutsch: Norwegische Verteidigungsallianz), und nutzte dort, in Anlehnung an den gleichnamigen norwegischen Kreuzritter, das Pseudonym Sigurd Jorsalfar. Er behauptete auch von sich, über umfangreiche Kontakte zur EDL zu verfügen und an einer ihrer Demonstrationen in Bradford teilgenommen zu haben. Der EDL-Chef Stephen Yaxley-Lennon bestritt jegliche Verbindung seiner Organisation zu Breivik, gab aber an, dessen Ideologie zu teilen.

## Terroranschläge in Oslo und auf Utøya

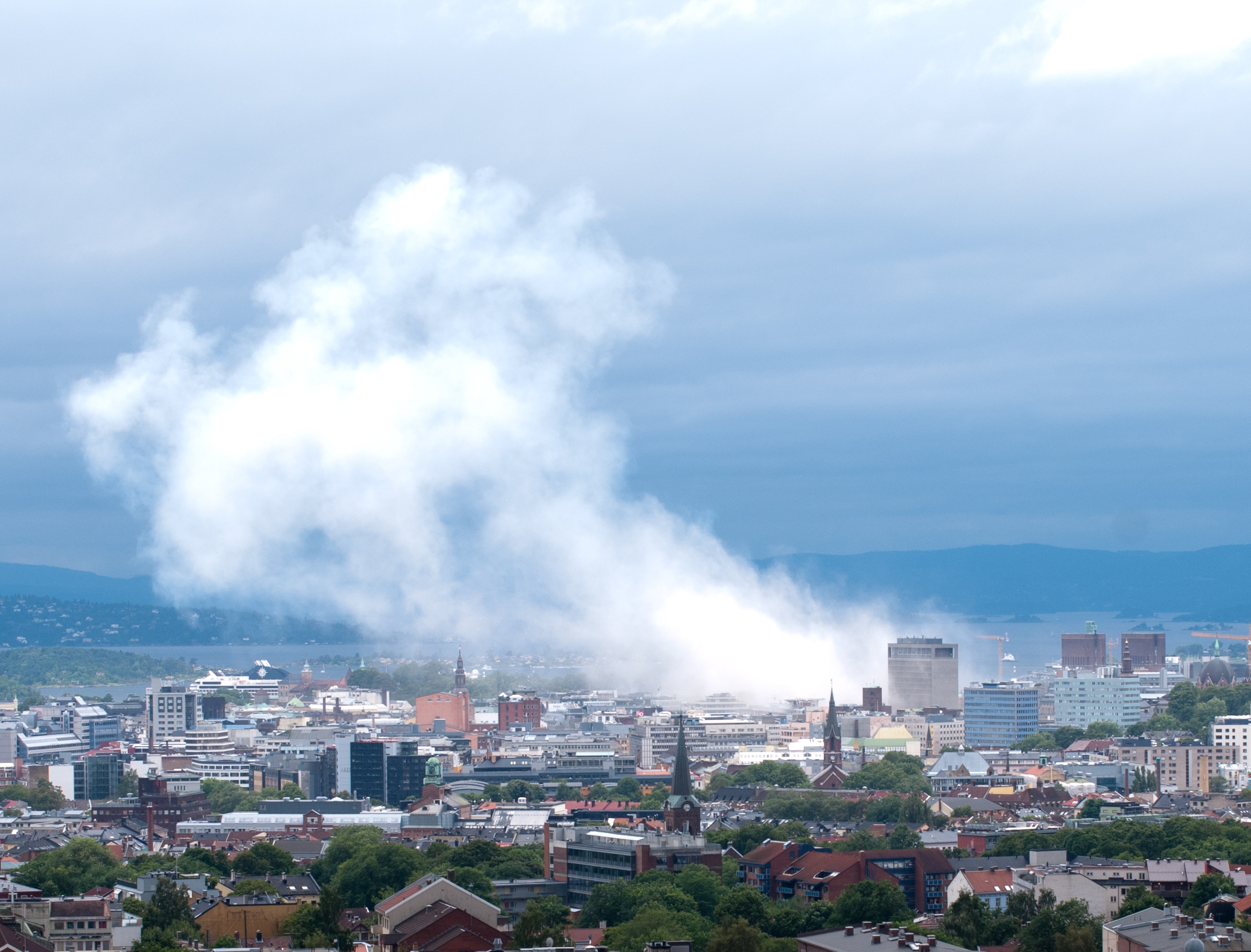
Das Regierungsviertel in Oslo kurz nach dem Bombenanschlag Breiviks

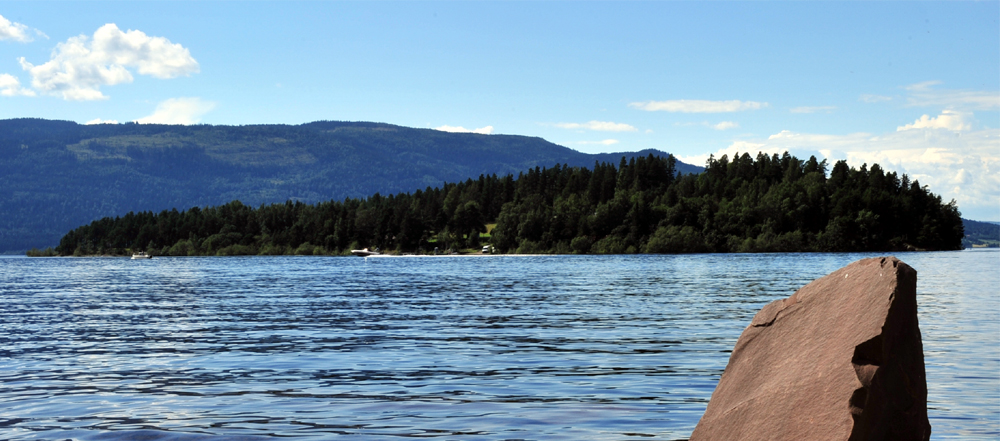
Insel Utøya

### Motiv
Als Motiv für den Terroranschlag und die fehlgeschlagenen Attentate gab Breivik an, Norwegen gegen den Islam und den „Kulturmarxismus“ verteidigen zu wollen. Er lehne einen Multikulturalismus ab  und habe die regierenden Sozialdemokraten „so hart wie möglich“ treffen wollen, da sie zum „Massenimport von Moslems“ nach Norwegen stark beigetragen hätten.
In Oslo zielte sein Anschlag auf die sozialdemokratische Regierung von Staatsminister Jens Stoltenberg. Die Autobombe wurde direkt an dem Gebäude platziert, in dem dessen Büro liegt. Das Büro, weitere Teile des Gebäudes sowie Teile mehrerer umliegender Regierungsgebäude wurden verwüstet. Breivik hatte einen noch größeren Schaden als den entstandenen geplant.
In Utøya verpasste Breivik die ehemalige, langjährige Regierungschefin, Gro Harlem Brundtland, die dort am frühen Vormittag einen Vortrag gehalten hatte. Breivik, der sie in Internet-Debatten „Landesmörderin“ genannt hatte, sah in ihr die Hauptverantwortliche der norwegischen Immigrationspolitik.

### Ablauf
Am 22. Juli 2011 brachte Breivik um 15:25 Uhr in einem im Regierungsviertel von Oslo geparkten VW-Crafter-Kleintransporter eine Autobombe zur Explosion. Die Bombe auf Basis von 950 Kilogramm ANFO (Ammoniumnitrat und Dieselöl) hatte Breivik selbst hergestellt. Durch die Explosion wurden acht Menschen getötet; mehrere Gebäude wurden erheblich beschädigt. Im Öl- und Energieministerium entstand in den oberen Stockwerken ein Brand.
Von Oslo aus fuhr Breivik in einem Fiat Doblò an den 30 Kilometer nordwestlich der Stadt gelegenen Binnensee Tyrifjord. Er setzte um circa 17 Uhr, als Polizist verkleidet, auf die im See gelegene Insel Utøya über, auf der das alljährliche Zeltlager der sozialdemokratischen Jugendorganisation Arbeidernes Ungdomsfylking stattfand. Im Verhältnis zu seinen ursprünglichen Plänen hatte er sich verspätet, was Gro Harlem Brundtland, die dort am frühen Vormittag einen Vortrag gehalten hatte, das Leben rettete. Brundtland hatte die Insel kurz vor Breiviks Ankunft verlassen. Der nach wie vor in Polizeiuniform und mit einer schusssicheren Weste auftretende Breivik rief die anwesenden Jugendlichen zusammen, vorgeblich um über den Bombenanschlag in Oslo, von dem sie durch Funkmedien erfahren hatten, genauer zu informieren. Darauf eröffnete er ohne Vorwarnung das Feuer auf sie. Durch sein Handeln starben im Laufe von etwa 75 Minuten insgesamt 69 Menschen. 67 der Opfer starben durch Schusswunden, eine Person ertrank, eine weitere starb durch einen Sturz von den Klippen. Die Opfer waren zwischen 14 und 51 Jahre alt, 32 von ihnen unter 18 Jahre.
Nachdem Polizisten einer Anti-Terror-Einheit auf die Insel gelangt waren, ließ sich Breivik gegen 18:35 Uhr widerstandslos von ihnen festnehmen. Er gestand beide Anschläge; eine Schuld im strafrechtlichen Sinne stritt er jedoch gleichzeitig ab. Medizinisch-toxikologische Untersuchungen ergaben, dass Breivik zur Tatzeit unter dem Einfluss von Ephedrin und Koffein sowie von Anabolika stand.
Der norwegische Ermittler Pål Hjort Kraby teilte im August 2011 mit, dass Breivik bei einer Vor-Ort-Rekonstruktion des Tatherganges drei Wochen nach den Anschlägen gut mit den Polizeibeamten zusammengearbeitet, aber keine Reue gezeigt habe.

## Breiviks Veröffentlichungen

### „Manifest“ und Video
Unter dem Pseudonym Andrew Berwick stellte Breivik einen über 1500-seitigen Text mit dem Titel 2083: A European Declaration of Independence (2083: Eine Europäische Unabhängigkeitserklärung) zusammen und versandte ihn kurz vor den Anschlägen an 1003 E-Mail-Empfänger. In der auf Englisch verfassten Schrift, deren Titelseite das Kreuz des Templerordens zeigt, postuliert Breivik eine Bedrohung Europas durch „Multikulturalisten, Kulturmarxisten […] und kapitalistische Globalisten“. Dem Begriff Kulturmarxismus, den er oft synonym für den Multikulturalismus verwendet, stellt er dabei drei sogenannte „Hassideologien“ an die Seite, die zu bekämpfen seien: den Nationalsozialismus („anti-jüdisch“), den Kommunismus („anti-individualistisch“) und den Islam.
Der Titel des Textes bezieht sich auf die Schlacht am Kahlenberg 1683 und die Amerikanische Unabhängigkeitserklärung. Die Einleitung mit der Definition des „Kulturmarxismus“ ist wörtlich aus dem 2005 von William Sturgiss Lind herausgegebenen Text „Political Correctness: A Short History of an Ideology“ der konservativen Denkfabrik Free Congress Foundation übernommen. Die von einigen Medien als „Manifest“ bezeichnete Schrift besteht auch in weiteren Teilen aus einer Zusammenstellung fremder Texte von politisch konservativen, rechtspopulistischen und islamfeindlichen Webseiten. So verwendete der Autor in großem Umfang Texte des norwegischen Bloggers Fjordman, den er als seinen „Lieblingsschriftsteller“ bezeichnet. Mehr als fünfzig Hinweise gibt er auf den Religionswissenschaftler Robert Spencer, der Organisationen wie Jihad Watch und Stop Islamization of America ins Leben rief. Häufig bezieht er sich auf den von Gisèle Littman geprägten Begriff eines ihrer Ansicht nach drohenden „Eurabia“. Daneben verweist er auf die Islamkritiker Koenraad Elst, Geert Wilders, Daniel Pipes und Henryk M. Broder. Breiviks Schrift enthält auch ein in Tagebuchform geführtes Protokoll über die Vorbereitung der Anschläge. In die Schrift wurden mehrfach Passagen aus dem Unabomber-Manifest (1995) des US-amerikanischen Bombenlegers Ted Kaczynski einkopiert und dabei die Bezeichnungen „Linke“ durch „Kulturmarxisten“ sowie „Schwarze“ durch „Moslems“ ersetzt.
Wenige Stunden vor den Anschlägen stellte Breivik ein etwa zwölf Minuten langes Video mit dem Titel Knights Templar 2083 ins Internet.  Breivik bezeichnet sich im Video wie in seiner Schrift als hochstehendes Mitglied (Commander) einer angeblichen Nachfolgeorganisation der Tempelritter, die 2002 in London gegründet worden sei. Späteren Ermittlungen zufolge gibt es jedoch keinen Beweis dafür, dass die Organisation jemals existiert hat. Breivik bezieht sich auf das Ende der Belagerung Wiens (1683, also 400 Jahre vor 2083) durch das Osmanische Reich sowie auf historische Gestalten aus der Reconquista und den Kreuzzügen, die er als Vorkämpfer gegen den Islam begreift: „Wir schauen darauf, was unsere Vorväter […] taten und stellen fest, dass wir Europa nur retten können, wenn wir die Prinzipien unserer Vorfahren annehmen. […] Vorwärts, christliche Kämpfer!“ Diese Grundsätze seien „Stärke, Ehre, Aufopferung und Märtyrertum“. In seinem Kampf gegen den Islam solle der moderne Templerorden, so Breivik, die Methoden der islamistischen Terrororganisation al-Qaida übernehmen, aus deren Erfolgen lernen und ihre Fehler vermeiden. Ziel sei es, eine Art „al-Qaida für Christen“ aufzubauen. Sein Bezug auf das Christentum ist dabei widersprüchlich: Einerseits bezeichnet er sich als „hundertprozentigen Christen“, andererseits habe er „nicht zwangsläufig“ eine persönliche Bindung zu Gott und Jesus Christus. Das Christentum versteht er als „kulturelle, soziale […] und moralische Plattform.“ In einem Brief, den er im November 2015 unter anderem mehreren Zeitungen zukommen ließ, schrieb er, dass er „immer die Schwäche und den Internationalismus“ der Kirche verachtet habe.
Sowohl im „Manifest“ als auch im Video kündigt Breivik eine im Jahr 2083 abgeschlossene „konservative Revolution“ an, welche die „multikulturellen Eliten“ besiegen und „den Islam verbannen werde“. Um diese „Revolution“ durchführen zu können, fordert Breivik die Bildung einer weltweit möglichst breiten Front gegen den Islam, zu der sich die westliche Welt mit radikalen Zionisten in Israel, Hindu-Nationalisten in Indien und fundamentalistischen Buddhisten in China verbünden solle. Für die Vertreibung der Moslems aus dem Westen nannte er die umstrittenen Beneš-Dekrete als Vorbild: Der Westen solle mit den Moslems so verfahren wie die Tschechoslowakei mit den Sudetendeutschen nach dem Zweiten Weltkrieg. Als wesentliche Elemente der kulturkonservativen Ideologie Breiviks sind der Monokulturalismus, die Wiedereinsetzung der Kernfamilie als Keimzelle der Gesellschaft, die freie Marktwirtschaft, die Unterstützung Israels und der Ostkirchen sowie das Eintreten für ein kulturell verstandenes Christentum identifiziert worden. Am Ende der Revolution kenne, so Breivik, die Frau unter der Ägide des restituierten Patriarchats wieder „ihren Platz in der Gesellschaft“. Der Feminismus habe dazu beigetragen, dass die „Machtbalance“ zwischen Männern und Frauen erodiert sei. Außerdem würden Feministinnen politische Korrektheit und muslimische Immigration befürworten und seien deshalb für die Zerstörung der norwegischen Gesellschaft mitverantwortlich. 60 bis 70 Prozent der zu bekämpfenden Kulturmarxisten seien Frauen; „das Schicksal der europäischen Zivilisation [hängt davon ab], wie standhaft europäische Männer dem politisch korrekten Feminismus widerstehen.“ Breivik bezieht in seinem Manifest einerseits eine pro-jüdische Position, um die islamistische Bedrohung für Juden als Rechtfertigung für antimuslimischen Rassismus zu instrumentalisieren, andererseits gibt er jüdischen Intellektuellen – wie der Frankfurter Schule um Horkheimer und Adorno – die Schuld am verhassten Multikulturalismus und reproduziert das antisemitische Zerrbild des „nationenzerstörenden multikulturellen Juden“. Breivik zufolge habe Westeuropa „mit 1 Million Juden“ kein „Judenproblem“ (mit Ausnahme von Großbritannien und Frankreich), wohingegen die USA „mit 6 Millionen Juden“ ein „beträchtliches Judenproblem“ hätten.

### Kommentare
Die erste Einschätzung des Fahndungschefs Øystein Mæland war, dass Breivik „wohl eine rechtsextreme, christlich-fundamentalistische Haltung“ habe. Der norwegische Sozialwissenschaftler Lars Gule charakterisiert Breivik als nationalkonservativ, er habe eine konservative, christliche Ideologie, vermutlich aber ohne fundamentalistischen oder neonazistischen Hintergrund. Oda Lambrecht und Christian Baars verweisen darauf, dass Breiviks Äußerungen zwar in ihrer Islamfeindlichkeit, der Intoleranz und der militaristischen Sprache Parallelen zum christlichen Fundamentalismus aufwiesen. Andererseits widersprächen seine Gleichgültigkeit gegenüber essentiellen Glaubensinhalten wie einem persönlichen Bezug zu Jesus Christus, der fehlende Bezug zur Bibel und der Hang zur Gewalttätigkeit einer solchen Einordnung. Vielmehr vertrete Breivik „kompromisslos bestimmte konservative Werte“. Nach Auffassung des Politikwissenschaftlers und Herausgebers des Jahrbuchs für Islamophobieforschung, Farid Hafez, ist der Anschlag durch die „Mainstream-Diskurse über die angebliche islamistische Bedrohung“ mitverursacht worden.
Der norwegische Philosoph Lars Fredrik H. Svendsen sah in den von Breivik veröffentlichten Texten starke Widersprüche; so zähle er John Stuart Mill zu den Philosophen, mit deren Ideen die neue, monokulturelle Gesellschaft errichtet werden solle, obwohl gerade dieser die von Breivik abgelehnte Gleichstellung der Geschlechter gefordert habe. Der Eindruck des belesenen Intellektuellen, der ihm voreilig von Kommentatoren zugestanden worden sei, fuße auf Pose und Selbstinszenierung.
Der forensische Psychiater Norbert Leygraf hielt die Theorie, dass Breiviks Taten einen internationalen rechtsextremen Hintergrund hätten, für nicht haltbar. Es handele sich um die individuelle Krankheit eines Menschen. Das bedeute indes nicht, dass Rechtsextremismus nicht gefährlich sei, man werde aber insbesondere Breiviks schriftliche Ausführungen „in erster Linie unter dem Aspekt seiner Krankheit bewerten müssen“. Leygraf sieht Parallelen zum Fall Ernst August Wagner. Der forensische Psychiater Hans-Ludwig Kröber erklärte im April 2012 in einem Interview, aus seiner Sicht spreche viel dafür, dass Breivik an einer Schizophrenie erkrankt sei. Hierfür würden unter anderem die bei Breivik zu beobachtenden Affektstörungen und seine offensichtliche Unfähigkeit, emotionale Kontakte zu anderen Personen herzustellen, sprechen. Breiviks Manifest zeichne sich durch „Verstiegenheit und Verworrenheit“ aus und bestehe inhaltlich aus bizarren bzw. abseitigen Vorstellungen. Breivik habe zudem einen Größenwahn entwickelt, der ihn gegen die Idee abschirme, psychisch krank zu sein.
Der norwegische Schriftsteller Karl Ove Knausgård fragte sich, wie es möglich sei, dass Anders Behring Breivik in einem „friedlichen, reichen Land wie Norwegen“ 77 Menschen töten konnte. Ausschlaggebend für ihn war „ein beinahe selbsthypnotisches Motivationsprogramm“ und ein Prozess der „jahrelangen, systematischen Desensibilisierung und Dehumanisierung“, dem sich Breivik unterzogen habe. Diese Methoden ähnelten denjenigen des Militärs für den Kriegsfall. Damit in Zukunft ähnliche Taten unmöglich werden, müsse es soziale Sicherheitssysteme geben, die Knausgård weniger mit Jugendämtern, Schulen oder der Polizei identifiziert, sondern mit der „Gegenwart des anderen in uns selbst, [dem] Einfühlungsvermögen für die anderen Menschen.“

## Rechtspsychiatrische Gutachten

### Erstes Gutachten
Am 29. November 2011 wurde im Polizeipräsidium Oslo ein 243 Seiten langes rechtspsychiatrisches Gutachten vorgestellt, das zu dem Schluss kommt, Breivik leide an paranoider Schizophrenie. Er sei während der Tatzeit nicht zurechnungsfähig gewesen. Autoren des Gutachtens sind die Psychiater Torgeir Husby und Synne Sørheim. Sie hatten über einen Zeitraum von mehreren Monaten insgesamt 13 Gespräche mit Anders Behring Breivik geführt, außerdem alle Polizeiverhöre per Video studiert und Breiviks Mutter interviewt. Auf der Skala des Global Assessment of Functioning (GAF) bewerteten die Gutachter das „Funktionsniveau“ Breiviks mit dem Wert 23 (von 100), das „Symptomniveau“ des Angeklagten mit dem Wert 2 (von 100). Nach Angaben Husbys und Sørheims plante Breivik Reservate als „Zuchtzentren“  für reinrassige Norweger und sah sich selbst als Mitglied eines – real nicht nachweisbaren – Tempelritterordens und als nächsten Herrscher Norwegens. Das Gutachten wurde von einer unabhängigen, aus sieben Rechtsmedizinern bestehenden Kommission geprüft und am 22. Dezember 2011 bestätigt.
Das erste rechtspsychiatrische Gutachten stieß in Fachkreisen dennoch auf massive Kritik. Die Schizophrenie-Expertin Anne Kari Torgalsbøen vom Institut für Psychologie der Universität Oslo bezeichnete das Fazit des Gutachtens als „sehr verwunderlich“ und verlangte nach neuen Richtlinien in Zusammenhang mit der Ernennung von Sachkundigen, da die aktuelle Praxis die Rechtssicherheit in Norwegen gefährde. Der dänische Psychiater Henrik Day Poulsen bemängelte, dass die Kriterien, die die Weltgesundheitsorganisation (WHO) für eine Schizophrenie-Diagnose zugrunde legt, nicht erfüllt seien; das Gutachten verfüge damit über keine ausreichende Grundlage. Geir Pedersen, Senior Researcher an der Abteilung für psychische Gesundheit und Abhängigkeitserkrankungen (Klinikk for psykisk helse og avhengighet) des Osloer Universitätskrankenhauses (Oslo universitetssykehus), kritisierte die GAF-Bewertung des Angeklagten. Ein Wert 2 auf dem Symptomniveau impliziere, dass die betreffende Person nur noch vor sich hin vegetiere und gefüttert, gewaschen und angekleidet werden müsse. Das sei im Falle Breiviks eindeutig nicht der Fall. Der schwedische Psychiater Johan Cullberg schrieb, dass keine der mitgeteilten Beobachtungen auf eine Psychose hindeute. Das Gutachten nannte er „erschreckend unprofessionell“. Kritisiert wurde mehrfach auch, dass die ideologischen Ansichten Breiviks nicht Gegenstand des Gutachtens seien. So warf die Gerichtspsychiaterin Randi Rosenqvist, jahrelang selbst Vorsitzende der Rechtsmedizinischen Kommission, den Gutachtern in einem Interview mit dem Magazin Der Spiegel vor, die antiislamischen Aussagen des Täters von vornherein als unzurechnungsfähig beiseitegeschoben zu haben. Aus historischen Gründen gebe es bei politisch motivierten Tätern jedoch eine Tradition, mit der Diagnose „geisteskrank“ zurückhaltend umzugehen. „Bei der Baader-Meinhof-Gruppe wäre keiner auf den Gedanken gekommen, die Terroristen für schuldunfähig zu erklären.“
Einige Wochen nach der Veröffentlichung des Gutachtens widersprach das psychologische Team, das den Auftrag erhalten hatte, Breivik im Gefängnis zu betreuen, ebenfalls der gestellten Diagnose in allen wesentlichen Punkten. Drei Psychologen und ein Psychiater des Distriktspsychiatrischen Zentrums in Sandvika erklärten, dass der Attentäter weder psychotisch noch schizophren sei. Er benötige keine Medizin, und es bestehe auch keine Selbstmordgefahr. Das Team hatte direkt nach Breiviks Inhaftierung einen intensiven Kontakt zu ihm hergestellt. In juristischen Kreisen wurde aufgrund dieser Einschätzung erwartet, dass das zuständige Osloer Gericht weitere Sachverständige mit einer Überprüfung des Gutachtens beauftragen würde.

### Zweites Gutachten
Am 13. Januar 2012 teilte das Gericht in Norwegen mit, dass ergänzend zum ersten noch ein zweites Gutachten angeordnet worden sei. Dies sei aufgrund der weitverbreiteten Kritik am ersten Gutachten, auch durch die Angehörigen der Anschlagsopfer, notwendig gewesen. Das zweite Gutachten wurde kurz vor Beginn des Prozesses am 10. April 2012 veröffentlicht. Die Gutachter beschreiben Breivik darin als zurechnungsfähigen Menschen, der geistig gesund sei und für die Anschläge von Oslo und Utøya belangt werden könne. Breivik habe eine narzisstische und antisoziale Persönlichkeitsstörung, Symptome einer Psychose gebe es jedoch nicht. Am 23. April stufte die Rechtsmedizinische Kommission, die das erste Gutachten bestätigt hatte, das zweite Gutachten fachlich als nicht sachgerecht ein und forderte eine Überarbeitung des Gutachtens. Am 1. Juni 2012 erklärte die Rechtsmedizinische Kommission das zweite Gutachten aufgrund „wesentlicher Mängel“ für ungenügend. Alle an den Gutachten beteiligten Psychiater wurden im Juni 2012 in den Zeugenstand berufen.

### Weitere Stellungnahmen
Da die beiden rechtspsychiatrischen Gutachten zu völlig verschiedenen Ergebnissen kamen, benannten die Anwälte der Hinterbliebenen Ulrik Malt, Professor für Psychiatrie an der Universität Oslo, als Zeugen. Malt verfolgte den Prozess gegen Anders Breivik ab dem 19. April 2012. Er sollte sich unter anderem zur Methodologie der Gutachten und zur psychiatrischen Diagnostik im Allgemeinen äußern. Während seiner Zeugenaussage am 8. Juni 2012 erklärte er, dass Breivik wahrscheinlich am Asperger-Syndrom leide, möglicherweise in Verbindung mit dem Tourette-Syndrom. Vieles deutete auch für ihn in Richtung einer narzisstischen Persönlichkeitsstörung.
Nach dem Auftritt Malts sagten im Prozess weitere Mediziner und Psychologen als Zeugen aus. Vier Personen (darunter die Sachverständigen des ersten Gutachtens) hielten Breivik dabei für unzurechnungsfähig, elf Personen (darunter die Sachverständigen des zweiten Gutachtens) für zurechnungsfähig. Anlässlich einer Umfrage der Tageszeitung Verdens Gang im Sommer 2012, an der 66 rechtssachkundige Psychiater und Psychologen in Norwegen teilnahmen, hielt lediglich eine Minderheit von 14 Prozent der Befragten Breivik für unzurechnungsfähig.

### Kritik an der Rechtsmedizinischen Kommission
Die Arbeit der Rechtsmedizinischen Kommission, die das erste Gutachten bestätigt und das zweite Gutachten zurückgewiesen hatte, wurde in Norwegen teilweise heftig kritisiert, vor allem weil diese Beurteilungen auf der Grundlage von persönlichen Motiven zustande gekommen seien. Hintergrund für diese Anschuldigungen waren mehrere personelle Verflechtungen. So war Torgeir Husby, einer der beiden Autoren des ersten Gutachtens, zwischen 1989 und 1994 Vorgesetzter von Karl Heinrik Melle, dem Leiter der Psychiatrischen Gruppe in der Rechtsmedizinischen Kommission. Im Jahr 2009 bezeichnete Husby Melle als „einen seiner besten Freunde“. Diese enge Verbindung nannte Husby selbst „nicht ganz unproblematisch“, verteidigte aber auch die fachliche Integrität Melles und schloss aus, dass er befangen sein könnte. Engen Kontakt hatte auch Synne Sørheim, die zweite Autorin des Erstgutachtens, zu sechs (von sieben) Personen der Rechtsmedizinischen Kommission. Sie war stellvertretende Vorsitzende und später Vorsitzende der Kommission, als diesem Gremium die Sachverständigen Andreas Hamnes, Gunnar Johannessen, Jannike E. Snoek, Agneta Nilsson, Kirsten Rasmussen und Knut Waterloo angehörten.
Während des Prozesses stellte Mette Yvonne Larsen, die Koordinatorin der Anwälte der Hinterbliebenen, die Neutralität der Rechtsmedizinischen Kommission offen in Frage. Der Sozialwissenschaftler Lars Gule bezeichnete die Kommission als „befangen“ und kritisierte unter anderem, dass ein bekannt gewordener Dissens innerhalb der Kommission bezüglich des ersten Gutachtens nicht öffentlich kommuniziert wurde, obwohl das Regelwerk dies vorschreiben würde. Gule verlangte eine grundlegend neue „Arbeitsform“ des Gremiums. Der norwegische Generalstaatsanwalt Tor-Aksel Busch mahnte aufgrund der Erfahrungen im Breivik-Prozess ebenfalls eine Reform der Rechtsmedizinischen Kommission an.

## Prozess

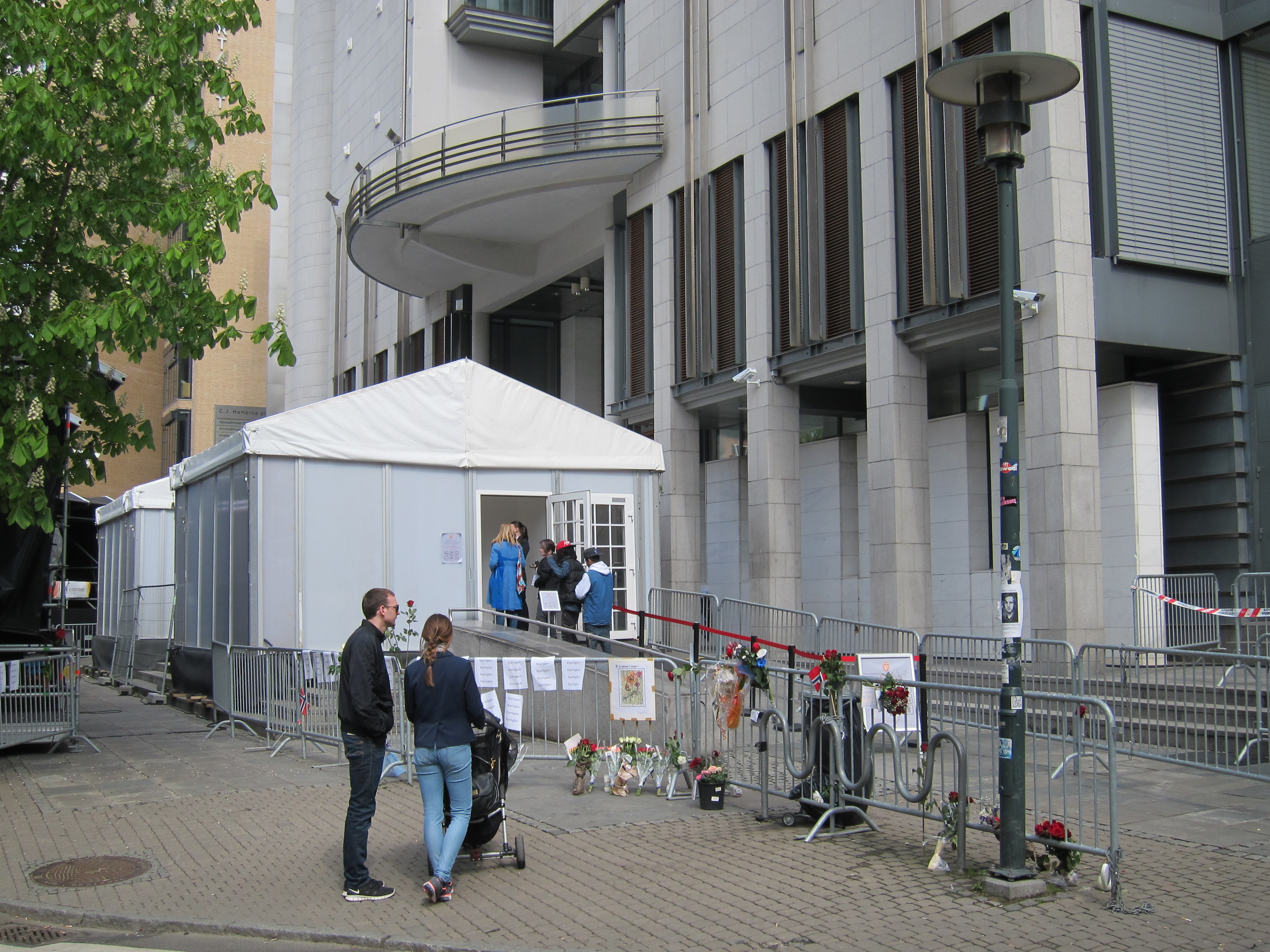
Eingang des Bezirksgerichts Oslo während des Breivik-Prozesses

### Anklage und Plädoyers
Am 16. April 2012 begann vor dem Bezirksgericht in Oslo der Prozess gegen Breivik. Die Anklage lautete auf Terrorismus und mehrfachen vorsätzlichen Mord. Verteidigt wurde Breivik von Geir Lippestad, Staatsanwälte waren Inga Bejer Engh und Svein Holden. Vorsitzende Richterin war Wenche Elizabeth Arntzen. Entscheidend im Prozess war unter anderem die Frage der Schuldfähigkeit. Die beiden rechtspsychiatrischen Gutachten waren hinsichtlich Breiviks Zurechnungsfähigkeit zu unterschiedlichen Ergebnissen gekommen. Die Staatsanwaltschaft plädierte vor diesem Hintergrund auf „unzurechnungsfähig“ mit der Begründung, es sei „schlimmer, einen psychotischen Menschen irrtümlich in Haft zu nehmen als einen nicht-psychotischen in eine Zwangspsychiatrie“. Sie forderte die Einweisung in eine geschlossene psychiatrische Anstalt. Gleichzeitig kritisierte die Staatsanwaltschaft mehrere Details des ersten Gutachtens von Husby und Sørheim und erklärte, dass es „Beweise gibt, die klar indizieren, dass Anders Behring Breivik am 22. Juli nicht psychotisch war.“ Die Staatsanwaltschaft sei von der Psychose-Diagnose „nicht überzeugt“, sondern „im Zweifel“. Dieser Zweifel müsse dem Angeklagten zugutekommen.
Die Verteidigung strebte während des Prozesses die Feststellung der Zurechnungsfähigkeit des Angeklagten an. Breivik selbst sah sich als „politischer Aktivist“ und bestritt wiederholt, geistesgestört zu sein, was er als „ein schlimmeres Schicksal“ als den „Tod“ bezeichnete. Breivik gestand zum Prozessauftakt, 77 Menschen getötet zu haben, erklärte sich jedoch für „nicht schuldig“, berief sich auf ein „Notrecht“. Er zitierte aus einer vorbereiteten Erklärung, er habe „aus Güte, nicht aus Boshaftigkeit“ gehandelt, um einen „Bürgerkrieg zu verhindern“, und „würde es wieder tun“. Darüber hinaus bezog er sich auch auf die deutsche Terrorgruppe „Nationalsozialistischer Untergrund“ (NSU): Westeuropa stehe am Beginn eines „Kulturkampfs“. Norwegische Neonazis stellten sich in ihrer Zeugenvernehmung hinter seine Thesen, Norwegen „befinde sich im Krieg“ und unterliege einer „Balkanisierung“.
Breiviks Verteidiger Geir Lippestad plädierte aus formalen Gründen auf Freispruch, da Breivik auf „nicht schuldig“ plädiert habe, er teilte jedoch die Meinung der Staatsanwaltschaft, Breivik habe eine „grausame Terrorhandlung von kaum vorstellbarer Bösartigkeit“ begangen, und bezeichnete ihn in seinem Plädoyer als „Terroristen“.
Die Mutter von Anders Behring Breivik war ursprünglich als Zeugin geladen worden, das Gericht verzichtete allerdings nach Vorlage eines ärztlichen Attests auf ihr persönliches Erscheinen.  Der Psychiater Torgeir Husby las stattdessen aus dem Protokoll eines Gesprächs vor, das er und seine Kollegin Synne Sørheim mit der Mutter Breiviks geführt hatten. Details bezüglich des Aufenthalts der Familie im Zentrum für Kinder- und Jugendpsychiatrie (SSBU) gelangten nicht an die Öffentlichkeit. Der Kinderpsychiater Per Olav Næss, der die Familie 1983 beobachtet hatte, wurde nicht von seiner Schweigepflicht entbunden. In einem Pressegespräch schloss er sich jedoch den Ausführungen des Psychiaters Ulrik Malt an, der erklärt hatte, Breivik könne am Asperger-Syndrom leiden.

### Urteil
Am 24. August 2012 wurde Breivik vom Osloer Bezirksgericht entgegen dem Antrag der Staatsanwaltschaft nicht für unzurechnungsfähig erklärt und wegen Mordes an 77 Menschen zu 21 Jahren Haft mit anschließender Sicherungsverwahrung verurteilt. Das Urteil erging einstimmig. Die Staatsanwälte Svein Holden und Inga Bejer Engh gaben bekannt, keine Berufung gegen das Urteil einzulegen. In ihrer Begründung stellten sie fest: „Es war uns wichtig, dass die Angehörigen der Toten einen schnellen Abschluss dieses Verfahrens bekommen.“ Auf Nachfrage des Gerichts, ob er das Urteil anfechten wolle, erklärte Breivik: „Ich erkenne das Gericht als Vertreter des Multikulturalismus nicht an und kann mich auch deshalb nicht zu dem Urteil äußern.“
Breiviks Verteidiger Geir Lippestad teilte dem Gericht mit, dass Breivik auf Rechtsmittel gegen die Verurteilung verzichte. Am 7. September 2012 wurde die Verurteilung durch Breiviks Berufungsverzicht rechtskräftig.

## Nach dem Prozess
Breivik war bereits nach seiner Verhaftung im Hochsicherheitsgefängnis Ila in der Gemeinde Bærum bei Oslo untergebracht. Nach seiner Verurteilung trat er dort seine Haftstrafe an. Kontakte zu Mithäftlingen wurden ihm nicht gestattet. Im November 2012 beklagte sich Breivik in einem Beschwerdebrief an die Gefängnisleitung über die aus seiner Sicht „unmenschlichen“ Haftbedingungen, so werde er ständig überwacht, erhalte nicht alle an ihn gerichteten Briefe und dürfe keinen Computer benutzen. Nach Ansicht seines Anwaltes Tord Jordet verstoßen die Haftbedingungen gegen die Menschenrechte. In Haft schrieb Breivik einen Brief an das Mitglied der Terrorgruppe Nationalsozialistischer Untergrund, Beate Zschäpe, in dem er sie dazu aufrief, ihren Prozess zu einem Politikum zu machen. Das Schreiben wurde von den deutschen Ermittlungsbehörden beschlagnahmt.
Nach dem Tod seiner Mutter im März 2013 verzichtete Breivik auf das Erbe, weil er nach Aussage seines Anwalts dieses nicht an den norwegischen Staat abtreten wollte.
Im August 2013 wurde Breivik in das Gefängnis von Skien (Skien Fengsel) verlegt.
Nachdem Breiviks Bewerbung für die Aufnahme eines Studiums der Politikwissenschaft an der Universität Oslo aufgrund mangelnder Qualifikation zunächst abgelehnt worden war, wurde ihm im September 2013 gestattet, einzelne Module dieses Studiengangs im Fernstudium zu absolvieren. Ole Petter Ottersen, der Rektor der Universität, verteidigte diese Entscheidung ausdrücklich.
Im Herbst 2015 distanzierte sich Breivik in einem Brief an die AUF vom Christentum, indem er angab, nie Christ gewesen zu sein, dass er Jesus und seine Botschaft für armselig halte und sein Gott Odin sei.
Im März 2016 verklagte Breivik den norwegischen Staat wegen Verletzung der Menschenrechte gemäß der europäischen Menschenrechtskonvention. Breivik war der Ansicht, dass seine Isolierung gegen geltendes Recht verstößt. Unter anderem forderte er Internetzugang und Kontakt mit anderen Gefangenen. Sein Anwalt meinte, in Norwegen sei noch kein Häftling so lange isoliert gewesen und Breivik zeige deutliche Isolationsschäden. Laut Staatsanwalt Marius Emberland ist es jedoch im Sinn der Maßnahme, dass eine langjährige Gefängnisstrafe unangenehm sei. Zu Prozessbeginn erschien Breivik mit kahlrasiertem Schädel und zeigte den Hitlergruß. In dem am 20. April 2016 veröffentlichten Urteil kam das Gericht zu dem Schluss, dass Breiviks Menschenrechte im isolierten Gefängnisaufenthalt verletzt worden seien, nicht hingegen in Bezug auf die Kontrolle seiner Korrespondenz. Die Gefängnisleitung deutet das Urteil dahin, keine Vollzugslockerungen vornehmen zu müssen. Das norwegische Justizministerium hat die Staatsanwaltschaft angewiesen, gegen das Urteil Berufung einzulegen. Am 20. Mai 2016 reichte die Staatsanwaltschaft die Berufungsschrift ein, in der sie sowohl Rechtsanwendung als auch Beweiswürdigung der ersten Instanz infrage stellt. Die Berufungsverhandlung fand vom 10. bis zum 18. Januar 2017 vor dem Obergericht Borgarting lagmannsrett statt; Verhandlungsort war das Gefängnis Skien. Wie bei der Verhandlung in erster Instanz zeigte Breivik zu Prozessbeginn den Hitlergruß. Am 1. März 2017 gab das Berufungsgericht sein Urteil bekannt, in dem es das Urteil in erster Instanz ändert, sämtliche Anklagepunkte von Breivik abweist und feststellt, dass Breivik nicht in seinen Menschenrechten verletzt worden sei. Breivik kündigte umgehend an, gegen das Urteil Berufung einzulegen. Am 8. Juni 2017 gab der oberste Gerichtshof (Høyesterett) bekannt, dass die Berufung nicht zugelassen werde. Das Urteil des Berufungsgerichts, das sämtliche Anklagepunkte Breiviks abgewiesen hatte, ist damit rechtskräftig. Er hat gegen diesen Beschluss eine Klage beim Europäischen Gerichtshof für Menschenrechte eingereicht. Dieser teilte am 21. Juni 2018 mit, dass die Klage zurückgewiesen werde, ein Einspruch gegen diesen Beschluss ist nicht möglich.
Im Juni 2017 teilte sein Anwalt mit, dass Breivik seinen Namen in „Fjotolf Hansen“ geändert habe. Diesen Namen benutzte er bereits 2009 in Zusammenhang mit einer Unternehmensgründung. Das Unternehmen mit dem Namen Geofarm hatte er als Tarnung genutzt, um große Mengen Dünger zum Bau einer Bombe zu kaufen.
Im Januar 2022 wurde Breiviks Antrag auf Haftentlassung abgelehnt. Breivik hatte behauptet, der Gewalt abgeschworen zu haben. Er sei aber weiter Nationalsozialist. Das Bezirksgericht Telemark entschied zugunsten der Staatsanwaltschaft, die erklärte, dass Breivik nach wie vor eine Gefahr für die Gesellschaft darstelle.
Im März 2022 wurde Breivik in ein Gefängnis bei Ringerike verlegt; er bewohnt eine eigene Sektion auf zwei Etagen.
Im Februar 2024 wies das Osloer Amtsgericht eine weitere Klage Breiviks gegen den norwegischen Staat, laut der die jahrelange Isolationshaft seine Menschenrechte verletze, ab. Die Berufungsinstanz Borgarting Lagmansrett ließ die Berufung Breiviks gegen dieses Urteil zu, bestätigte aber im Januar 2025 einstimmig das Urteil des Amtsgerichts.
Im November 2024, als er vor Gericht erschien, um seinen Antrag auf Freilassung auf Bewährung zu stellen – was er seit 2022 einmal pro Jahr tun kann – fiel er mit mehreren politischen Botschaften auf: So hatte er sich das russische Militär- und Propagandazeichen „Z“ an seinen Schädel rasieren lassen, außerdem forderte er Unterstützung für das antiamerikanische Bündnis aus China, Russland, Iran und Nordkorea sowie für deren Industrien, die Errichtung von Flüchtlingslagern in jenen Ländern und eine Spende an Nordfront.se, ein Portal skandinavischer neonationalsozialistischer Gruppierungen. Breiviks Antrag wurde im Dezember 2024 abgewiesen.

## Rezeption

### Kunst und Kultur
Bereits im Januar 2012, vor Prozessbeginn, kündigten der dänische Theaterregisseur Christian Lollike und der Schauspieler Olaf Højgaard an, Teile der Breivik-Schrift 2083: A European Declaration of Independence zu einer Bühnenversion umzugestalten. Das Vorhaben stieß auf breite Kritik und brachte den Initiatoren Morddrohungen ein. Proteste wurden auch von den Hinterbliebenen der Opfer in Norwegen kommuniziert, die versuchten, eine öffentliche Aufführung des Textes zu verhindern. Dennoch hatte der Monolog unter dem Titel Manifest 2083 am 15. Oktober 2012 Premiere am kleinen Café Teatret in Kopenhagen. Das Stück wurde von der Kritik nicht rundum abgelehnt, insgesamt aber zurückhaltend aufgenommen. So schrieb die größte dänische Zeitung, Jyllands-Posten, dass das Drama interessante Fragen diskutiere, die Zuschauer jedoch „weder berührt noch verärgert“. Am 27. und 28. Oktober 2012 wurde das Stück in Form eines Gastspiels in Oslo gezeigt.
Für Diskussionen sorgte auch ein Monologabend unter dem Titel Breiviks Statement, der im Oktober 2012 am Deutschen Nationaltheater in Weimar hätte stattfinden sollen. Der Schweizer Autor und Regisseur Milo Rau wollte von der deutsch-türkischen Schauspielerin Sascha Soydan jene Rede Breiviks verlesen lassen, die der Attentäter am 17. April 2012 zu Beginn des Prozesses am Osloer Bezirksgericht gehalten hatte. Rau zielte darauf ab, durch den öffentlichen Vortrag zu verdeutlichen, „dass 80 bis 90 Prozent der westeuropäischen Bevölkerung unterschreiben würden, was Breivik sagt“. Er musste die Lesung jedoch in ein Weimarer Kino verlegen, da die Leitung des Theaters kurzfristig entschied, den Äußerungen Breiviks „kein Podium bieten“ zu wollen. Am 27. Oktober 2012 wurde die Vorstellung Breiviks Statement auch im Rahmen eines Monologfestivals im Berliner Theaterdiscounter präsentiert.
Im Februar 2018 wurde Erik Poppes Film Utøya 22. Juli im Rahmen der Internationalen Filmfestspiele Berlin uraufgeführt. Ebenfalls 2018 entstand der von Paul Greengrass inszenierte Film 22. Juli, in dem Breivik von Anders Danielsen Lie dargestellt wird.
In der 2021 veröffentlichen Folge Meister der Angst der Hörspielserie Dreamland-Gruselserie wird Breivik in einer fiktiven Handlung am Vorabend seiner Entlassung von Außerirdischen entführt, die ihn mittels implantierter Gehirnsonde zwingen, auf ewig die Klagelaute seiner Opfer zu hören. Der Charakter, der im Hörspiel und im Booklet lediglich als „Mörder“ beschrieben ist, aber mittels verschiedener Verweise (22. Juli 2011, 77 Opfer, 21-jährige Haftstrafe) zu identifizieren ist und im letzten Satz beim Namen genannt wird, wird von Patrick Bach synchronisiert.

### Nachahmer
Am fünften Jahrestag der Anschläge, dem 22. Juli 2016, beging der 18-jährige David Sonboly einen über ein Jahr lang geplanten, rassistisch motivierten Anschlag in München. Dabei tötete er insgesamt neun Menschen. Man geht davon aus, dass das Datum dieser Tat von Sonboly bewusst gewählt wurde. Er beteuerte, Breivik zu verehren.
Brenton Tarrant, der Attentäter der Terroranschläge auf Moscheen am 15. März 2019 in Christchurch, bezog sich in seinem Manifest positiv auf Breivik: Er bezeichnete ihn als „Freiheitskämpfer“, der sich gegen „ethnischen und kulturellen Genozid“ eingesetzt habe. Breivik sei die Hauptinspiration für seinen Anschlag gewesen, und die beiden hätten kurz in Kontakt gestanden.
Payton Gendron, der „Buffalo shooter“, der am 14. Mai 2022 in einem Tops-Supermarkt im US-Bundesstaat New York zehn Afroamerikaner tötete, erwähnte ebenfalls, auch durch Breivik inspiriert worden zu sein.